# George Berkeley
Pour les articles homonymes, voir George Berkeley (homonymie) et Berkeley.
George Berkeley, né le 12 mars 1685 à Kilkenny et mort le 14 janvier 1753 à Oxford, est un philosophe et évêque anglican irlandais, souvent classé dans la famille des empiristes après John Locke et avant David Hume. Son principal apport à la philosophie fut la défense de l'immatérialisme, résumé par la formule esse est percipi aut percipere (« être c'est être perçu ou percevoir »). Pour Berkeley, les choses qui n'ont pas la faculté de penser (les « idées ») sont perçues et c'est l'esprit (humain ou divin) qui les perçoit. La théorie de Berkeley montre que les individus peuvent seulement connaître les sensations et les idées des objets, non les abstractions comme la matière ou les entités générales. L'originalité et l'étrangeté de sa philosophie sont souvent soulignées. Jean-Louis Vieillard-Baron, qui revient sur l'influence de Berkeley sur le spiritualisme d'Henri Bergson, note que « La philosophie de Berkeley, plus même que celle de Spinoza, est une sorte d'astre errant dans l'histoire de la philosophie. C'est cette originalité absolue qui en fait l'actualité ».
Berkeley a composé de nombreuses œuvres, dont les plus connues sont les Principes de la connaissance humaine (1710) et les Trois dialogues entre Hylas et Philonous (1713) (Philonous, le « spiritualiste », représentant Berkeley dans son propre rôle et Hylas, nommé d'après l'ancien mot grec pour « matière », représentant l'objecteur). En 1734, il publia L’Analyste, une critique des fondations de la science, qui eut beaucoup d'influence sur le développement ultérieur des mathématiques.
La ville et l'université de Berkeley, en Californie, ont été nommées en son honneur, mais la prononciation de son nom a évolué pour convenir à l'anglais américain. Le Berkeley College dans l'université Yale porte aussi son nom.

## Biographie
Berkeley naît en Irlande, dans le comté de Kilkenny, et grandit à Dysart Castle, près de Thomastown. Il est le fils aîné de William Berkeley, qui appartient à la petite noblesse anglo-irlandaise, de confession anglicane, récemment installée en Irlande. Il commence ses études au collège de Kilkenny, qu'il quitte en 1700, pour les poursuivre au Trinity College de Dublin, où il obtient le degré de Master of Arts en 1707. Élu « fellow » de Trinity College, c'est-à-dire « chargé de cours », il y reste pour effectuer du tutorat et enseigner le grec, il est ordonné prêtre de l’Église d'Irlande (anglicane) en 1710.
Sa première publication, L'arithmétique démontrée sans le secours de l'algèbre et de la géométrie, probablement écrite pour soutenir sa candidature au poste de chargé de cours, concerne les mathématiques. Mais le premier ouvrage qui le fait remarquer est son Essay towards a New Theory of Vision (Essai sur une nouvelle théorie de la vision), publié en 1709. Bien qu'il donne lieu à l'époque à de nombreuses controverses, ses conclusions font désormais partie de la théorie classique de l'optique. Il publie ensuite Treatise concerning the Principles of Human Knowledge (Traité sur les principes de la connaissance humaine) en 1710, et Three Dialogues between Hylas and Philonous (Trois dialogues entre Hylas et Philonous), dans lesquels il développe son propre système philosophique, dont le principe directeur est que le monde, représenté par nos sens, requiert d'être perçu pour exister en tant que tel. Les Principes exposent cette théorie, tandis que les Dialogues la défendent.
Son objectif est principalement apologétique : il s'agit de combattre le matérialisme et le scepticisme qui prévalent alors. Sa théorie est jugée ridicule par le plus grand nombre, et même ceux qui, comme Samuel Clarke et William Whiston, lui reconnaissent un « extraordinaire génie », sont néanmoins convaincus que ses principes de base sont faux. Peu après, il se rend en Angleterre, et Addison, Pope, Steele et Arbuthnot l'accueillent dans leurs rangs avec un empressement cordial. Swift le présente à Lord Peterborough, qui l'amène avec lui en Europe en qualité de secrétaire et de chapelain. Aussi entre 1714 et 1720, il alterne travaux académiques et longs voyages, principalement en Italie qu'il visite presque entièrement, mais aussi en Espagne et en France, où il rédige De Motu (Traité du mouvement). En 1721, il entre dans les ordres, obtient son doctorat en théologie, et, une fois encore, choisit de rester à Trinity College, où il enseigne l'hébreu et la théologie.
En 1724, il obtient le doyenné de Derry. L'année suivante, il projette de fonder aux Bermudes un collège, destiné à former des ministres du culte anglican pour les colons, et des missionnaires pour les Indiens. Pour cela il abandonne son doyenné, qui lui procurait un revenu de ₤1100, et part pour l'Amérique avec un salaire de ₤100. Il débarque près de Newport, où il achète une plantation, le fameux « Whitehall ». Le British Museum conserve quelques reçus d'achat d'esclaves qu'il fit en 1730 et 1731. Berkeley, dans ses sermons, explique aux colons pourquoi la Chrétienté soutient l'esclavage, et donc pourquoi les esclaves doivent être baptisés.
« Les maîtres ont intérêt à avoir des esclaves, qui obéissent en toutes choses à leurs maîtres selon la chair, non pas seulement sous leurs yeux, comme pour plaire aux hommes, mais avec simplicité de cœur, dans la crainte du Seigneur. La liberté de l'Évangile est compatible avec la servitude terrestre, et les esclaves ne pourront que devenir de meilleurs esclaves en devenant chrétiens ».
Il vit à la plantation en attendant l'arrivée d'une subvention de ₤10 000, que le gouvernement britannique lui a promis pour son collège. Mais les fonds ne venant pas, il retourne à Londres en 1732. En 1734, il est nommé évêque de Cloyne. Peu de temps après, il publie Alciphron, or The Minute Philosopher (Alciphron ou le petit philosophe), ouvrage écrit pendant son séjour à Newport et dirigé à la fois contre Shaftesbury et Bernard Mandeville. En 1734-1737, il publie The Querist (Questions sur les intérêts de l'Irlande), et ses dernières publications seront la Siris, ainsi qu'un traité sur les vertus médicinales de l'eau de goudron, et enfin les Further Thoughts on Tar-water (Nouvelles Réflexons sur l'eau de goudron).
Pendant son séjour à Saville Street à Londres, il prend part aux efforts visant à créer un asile pour les enfants abandonnés. Le « Foundling Hospital » est fondé par Charte royale en 1739, et Berkeley fait partie de la liste des premiers membres de son conseil d'administration.
Il demeure à Cloyne jusqu'à sa retraite en 1752, année où il se retire à Oxford chez son fils. Il meurt subitement en janvier 1753, et il est enterré à la Christ Church Cathedral d'Oxford. Ses manières douces et affectueuses le firent beaucoup apprécier, et il était tenu en haute estime par beaucoup de ses contemporains.

## Philosophie

### Les qualités et les substances
Berkeley cherche à dépasser l'empirisme de John Locke (dont il reprend les idées empiristes)  puisqu'il nie la distinction proposée dans l’Essai sur l'entendement humain entre les qualités premières (étendue, nombre) et les qualités secondes (couleur), dans les Trois dialogues entre Hylas et Philonous. Cela veut dire que pour lui, les qualités secondes ne sont ni plus ni moins réelles que les premières, et réciproquement. Or, comme les qualités premières sont attribuées par Locke à la matière, et les secondes ne sont que des représentations subjectives, cela revient à faire de la matière une représentation subjective. C'est pourquoi la philosophie de Berkeley est parfois qualifiée d'idéalisme subjectif, bien qu'il choisisse le terme d'immatérialisme.
David Hume doute même de la réalité du sujet comme substance permanente et pensante : il n'y a pas pour lui de cogito (ou res cogitans, chose pensante). En ce sens, il critique le substantialisme de Berkeley qui, bien qu'il n'admette que l'existence des esprits, considère que ces esprits sont des substances réelles.

### La question de l'idéalisme

#### Nominalisme et réalisme
Le rapport entre l'idéalisme berkeleyen et celui de Platon est complexe. Platon est « idéaliste » au sens où il n'admet de réalité que pour les Idées (qui sont invisibles et intelligibles), non pour les choses sensibles (lesquelles ne sont que des copies imparfaites des modèles que sont les Idées). L'idéalisme platonicien est ainsi un réalisme des Idées. Les deux philosophes semblent s'opposer au sens où pour Berkeley, il n'existe pas de concepts totalement abstraits et invisibles. Cependant, l'« hyper-idéalisme » de Berkeley finit par aboutir à une sorte de réalisme proche de celui de Platon, selon le commentateur Jean-Louis Vieillard-Baron : Berkeley nie toute existence autre que celle des idées perçues, donc littéralement il n'existe que des idées. À la fin de sa vie, dans la Siris, Berkeley se rapproche du néoplatonisme de Plotin.
Pour Berkeley les idées abstraites n'existent pas, il n'y a que des idées particulières qui sont des perceptions. Berkeley récuse l'abstractionnisme de type aristotélicien ou lockéen : c'est-à-dire le fait que l'on puisse obtenir des idées générales en soi, en effaçant les particularités d'un objet singulier. Pour Berkeley, une idée générale n'est rien d'autre que la conjonction (« cet arbre-ci et celui-ci et celui-ci et celui-ci etc. ») des perceptions auxquelles elle renvoie, elle n'a pas d'existence propre et autonome, pas même comme objet de pensée. On ne pense pas un « arbre en soi » (c'est-à-dire l'arbre sans particularités qui le singularisent), mais la somme des arbres particuliers.
Pour Berkeley la raison n'a pas de réalité absolue, elle n'est qu'un instrument commode pour exprimer l'expérience sensible. C'est pourquoi la théorie du langage de Berkeley est nominaliste et instrumentaliste : les concepts sont des mots servant à classer les perceptions, ils ne renvoient à aucun concept purement abstrait.

#### Immatérialisme
L'idéalisme de Berkeley pourra donc être nommé, conformément à sa pensée, « empirique » (seuls les objets de la perception ou les esprits qui les perçoivent sont réels, les mots n'étant que des signes qui renvoient directement à ces objets de la perception, non des « choses » abstraites : conception instrumentaliste ou nominaliste du langage, contre l'essentialisme de type platonicien qui fait des idées générales des choses réelles), « immatérialiste » (la matière n'existe pas, ce que je perçois ce n'est pas la matière mais les qualités sensibles des choses) ou encore « spiritualiste » (les esprits et leurs perceptions sont réels). Cette dernière acception a été appliquée à Berkeley par Henri Bergson, représentant du spiritualisme français, dans « L'intuition philosophique ».
Dans l'Avant-Propos de Matière et mémoire, Bergson loue l'effort de Berkeley pour critiquer le réalisme des objets. Bergson se situe dans la filiation de Berkeley, même s'il critique son subjectivisme. Le spécialiste de Bergson, Jean-Louis Vieillard-Baron, rappelle l'importance de Berkeley pour le spiritualisme bergsonien.

#### La critique kantienne de Berkeley
Kant nomme son propre idéalisme « transcendantal » par opposition à l'idéalisme « problématique » de Descartes et à l'idéalisme « dogmatique » ou « absolu » de Berkeley (en ce que ce dernier nierait la réalité des choses extérieures, y compris l'espace). De même, Husserl nomme son idéalisme « transcendantal », dans un sens proche mais non identique de celui de Kant.
L'« idéalisme transcendantal » signifie qu'il existe dans notre sensibilité des formes a priori qui conditionnent nos représentations sans être elles-mêmes phénoménales. Ces formes sont, pour Kant, l'espace et le temps : je perçois toujours les phénomènes dans l'espace, mais je ne perçois pas l'espace lui-même ; de même pour le temps.
Par extension, le transcendantalisme ajoute à ces formes a priori de la sensibilité des catégories a priori de l'entendement (qualité, quantité, relation, modalité) ainsi qu'un sujet « transcendantal » (c'est-à-dire permanent et accompagnant toutes mes représentations). Chez Berkeley comme chez les empiristes en général, au contraire, il n'existe pas d'entités a priori : tout est empirique, tout est a posteriori. Kant forge l'adjectif « transcendantal » précisément pour réfuter l'idéalisme « empirique ». Quant à l'idéalisme « problématique » de Descartes, il signifie qu'on met en doute la réalité de l'existence extérieure (doute hyperbolique) mais qu'on garde comme certitude absolue la réalité du sujet pensant (le cogito).

### Théorie de la connaissance
Reprenant et subvertissant la position empiriste de Locke, Berkeley définit les idées de manière semblable : « tout ce qui est donné immédiatement par les sens ou par l’entendement ». Et il reprend également la thèse de Locke suivant laquelle les idées des sens et les idées de la réflexion sont distinguées :
« Il est visible à quiconque porte sa vue sur les objets de la connaissance humaine, qu’ils sont ou des idées véritablement imprimées sur les sens, ou des idées perçues quand l’attention s’applique aux passions et aux opérations de l’esprit, ou enfin des idées formées à l’aide de la mémoire et de l’imagination, en composant et divisant, ou ne faisant simplement que représenter celles qui ont été perçues originellement suivant les manières qu’on vient de dire. »
Berkeley en déduit alors ce qui sera le principe de sa philosophie : les idées n’existent pas en dehors d’un esprit qui les perçoit. C’est là une vérité intuitive : quand je dis qu’un objet existe, je dis que je le sens, que je le vois, ou qu’il est perçu par un autre esprit. Mais quant à concevoir une existence absolue, c’est impossible ; l’esse de l’objet consiste dans son percipi. « Esse est percipi » (être, c’est être perçu). Nous ne parlons donc des choses qu’autant qu’elles ont du rapport à notre esprit :
« [...] considérons les qualités sensibles que sont la couleur, la forme, le mouvement, l'odeur, le goût, etc, c'est-à-dire les idées perçues par les sens. Il est manifestement contradictoire qu'une idée puisse exister dans une chose non-percevante; car c'est tout un que d'avoir une idée ou de la percevoir. Par conséquent, pour exister, une couleur, une forme, etc. doit être perçue. Il suit de là clairement qu'il ne peut y avoir de substance ou de substrat non pensant de ces idées. »
Il n’y a donc pas de matière pour Berkeley : quand on dit que la matière existe en dehors de soi, on commet un abus de langage. Nous ne percevons que des idées, et nous ne pouvons rien concevoir hormis elles. À quoi, dès lors, la matière pourrait-elle ressembler ? Il suit donc de là que les qualités premières, tenues pour objectives par Descartes et Locke, ne le sont en réalité pas plus que les qualités secondes.
Il soutenait que nous ne connaissons des corps extérieurs que les idées que nous avons. C'est dans les Principes de la connaissance humaine et dans les Trois dialogues entre Hylas (le matérialiste) et Philonous (le spiritualiste) qu'il a exposé ce système idéaliste.

### L'existence de Dieu
Berkeley affirme avec certitude l'existence de Dieu. Ce dernier est la clé de son système au sens où l'existence de Dieu est le seul moyen d'assurer la vérité de nos perceptions, en l'absence de réalité matérielle extérieure avec laquelle nos perceptions pourraient s'accorder.
L'historien de la philosophie spiritualiste Jean-Louis Vieillard-Baron signale que « toute la philosophie [de Berkeley] a une intention apologétique », c'est-à-dire qu'elle vise à soutenir l'existence de Dieu et à défendre le christianisme.
Colin Murray Turbayne affirme que Berkeley avait également l'intention d'abandonner l'idéalisme ontologique en acceptant une attitude sceptique quant à l’existence d’un esprit substantiel universel,,.

### Critique
Selon Pierre Bourdieu, l'immatérialisme de Berkeley est tout à fait caractéristique de la vision petite-bourgeoise du monde, pour laquelle tout n'est qu'apparence.

## Œuvres
- Commonplace Book, 1702-1710.
- Arithmetica absque algebra aut Euclide demonstrata (L'arithmétique démontrée sans le secours de l'algèbre et de la géométrie) (1704).
- Théorie de la vision, 1709.
- Principes de la connaissance humaine, 1710, rééd. 1734 (disponible en fr., éd. GF-Flammarion).
- De l'obéissance passive, 1712. Présentation, traduction et notes par Didier Deleule, Paris, Vrin Poche, 2002.
- Trois dialogues entre Hylas et Philonous, 1713 (disponible en fr., éd. GF-Flammarion).
- De Motu (Traité du mouvement) (1721).
- Sur les moyens de prévenir la ruine de la Grande Bretagne (1721), où il se lamente du déclin des valeurs sociales et religieuses
- Alciphron ou Apologie de la religion chrétienne, traduit par Élias de Joncourt, La Haye, 1734.
- L'Analyste (1734)Défense des mystères religieux.
- Questions sur les intérêts de l'Irlande (1735)Sa principale œuvre sur l'économie.
- Siris (Siris: a Chain of Philosophical Reflexions and Inquiries Concerning the Virtues of Tar Water, 1744).
- Nouvelles Réflexions sur l'eau de goudron, 1752.
- Quelques écrits politiques ou théologiques et des poésies.
- Œuvres, 4 tomes, Paris, PUF, 1997.